# 1. Biathlon-Weltcup 2021/22 (Östersund)
Der 1. Weltcup der Biathlon-Saison 2021/22 fand im schwedischen Östersund, genauer gesagt im Östersunds skidstadion statt. Ausgetragen wurden die Wettbewerbe in diesem Jahr zwischen dem 26. und 28. November 2021.

## Wettkampfprogramm
| Datum        | Frauen    | Frauen          | Männer    | Männer         |
| ------------ | --------- | --------------- | --------- | -------------- |
| Sa, 27.11.21 | 11:45 Uhr | Einzel (15 km)  | 15:00 Uhr | Einzel (20 km) |
| So, 28.11.21 | 11:00 Uhr | Sprint (7,5 km) | 13:45 Uhr | Sprint (10 km) |

## Teilnehmende Nationen und Athleten
| Nation                 | Anzahl               | Athlet | Athletin |
| Europa (25 Nationen)   | Europa (25 Nationen) | Europa (25 Nationen) | Europa (25 Nationen) |
| ---------------------- | -------------------- | --- | --- |
| Belarus                | 5+5                  | Sergei Botscharnikow, Raman Jaljotnau, Dsmitryj Lasouski, Anton Smolski, Maksim Warabej                                                      | Dsinara Alimbekawa, Irina Krutschinkina, Jelena Krutschinkina, Iryna Leschtschanka, Hanna Sola                                                                                    |
| Belgien                | 4+1                  | César Beauvais, Florent Claude, Pjotr Dielen, Thierry Langer                                                                                 | Lotte Lie |
| Bulgarien              | 4+(4)                | Dimitar Gerdschikow, Wladimir Iliew, Anton Sinapow, Blagoj Todew                                                                             | Lora Christowa (nur Sprint), Daniela Kadewa, Marija Sdrawkowa (nur Einzel), Milena Todorowa                                                                                       |
| Deutschland            | 6+7 1                | Benedikt Doll, Philipp Horn, Erik Lesser, Philipp Nawrath, Roman Rees, Justus Strelow                                                        | Juliane Frühwirt, Denise Herrmann, Janina Hettich, Vanessa Hinz, Franziska Preuß, Vanessa Voigt, Anna Weidel                                                                      |
| Estland                | (4)+(5)              | Kalev Ermits (nur Sprint), Robert Heldna (nur Einzel), Kristo Siimer, Rene Zahkna                                                            | Susan Külm (nur Sprint), Kadri Lehtla, Regina Oja (nur Einzel), Johanna Talihärm, Tuuli Tomingas                                                                                  |
| Finnland               | 4+4                  | Tuomas Harjula, Olli Hiidensalo, Heikki Laitinen, Tero Seppälä                                                                               | Mari Eder, Erika Jänkä, Nastassja Kinnunen, Suvi Minkkinen |
| Frankreich             | 5+5                  | Fabien Claude, Simon Desthieux, Quentin Fillon Maillet, Antonin Guigonnat, Émilien Jacquelin                                                 | Anaïs Bescond, Justine Braisaz-Bouchet, Chloé Chevalier, Anaïs Chevalier-Bouchet, Julia Simon                                                                                     |
| Italien                | 5+5                  | Didier Bionaz, Thomas Bormolini, Tommaso Giacomel, Lukas Hofer, Dominik Windisch                                                             | Michela Carrara, Samuela Comola, Rebecca Passler, Lisa Vittozzi, Dorothea Wierer                                                                                                  |
| Kroatien               | 1+1                  | Krešimir Crnković | Anika Kožica |
| Lettland               | 3+3                  | Edgars Mise, Aleksandrs Patrijuks, Roberts Slotiņš                                                                                           | Baiba Bendika, Sanita Buliņa, Annija Sabule |
| Litauen                | 4+2                  | Linas Banys, Karol Dombrovski, Tomas Kaukėnas, Vytautas Strolia                                                                              | Natalija Kočergina, Gabrielė Leščinskaitė |
| Moldau                 | 2+2                  | Pawel Magasejew, Michail Ussow | Aljona Iwanowa, Alina Stremous |
| Norwegen               | 7+6 1                | Filip Fjeld Andersen, Sivert Guttorm Bakken, Johannes Thingnes Bø, Tarjei Bø, Vetle Sjåstad Christiansen, Johannes Dale, Sturla Holm Lægreid | Tiril Eckhoff, Emilie Ågheim Kalkenberg, Karoline Offigstad Knotten, Ida Lien, Marte Olsbu Røiseland, Ingrid Landmark Tandrevold                                                  |
| Österreich             | 5+5                  | Julian Eberhard, Simon Eder, David Komatz, Felix Leitner, Magnus Oberhauser                                                                  | Lisa Hauser, Anna Juppe, Christina Rieder, Julia Schwaiger, Dunja Zdouc |
| Polen                  | 4+(5)                | Wojciech Filip, Grzegorz Guzik, Przemysław Pancerz, Łukasz Szczurek                                                                          | Monika Hojnisz-Staręga, Anna Mąka, Magda Piczura (nur Einzel), Karolina Pitoń (nur Sprint), Kamila Żuk                                                                            |
| Rumänien               | 2+2                  | George Buta, Raul Flore | Jelena Tschirkowa, Anastassija Tolmatschowa |
| Russland               | 6+6                  | Said Karimulla Chalili, Jewgeni Garanitschew, Matwei Jelissejew, Eduard Latypow, Alexander Loginow, Daniil Serochwostow                      | Irina Kasakewitsch, Larissa Kuklina, Swetlana Mironowa, Uljana Nigmatullina, Kristina Reszowa, Walerija Wasnezowa                                                                 |
| Schweden               | 6+6                  | Oskar Brandt, Peppe Femling, Jesper Nelin, Martin Ponsiluoma, Sebastian Samuelsson, Malte Stefansson                                         | Mona Brorsson, Anna Magnusson, Stina Nilsson, Elvira Öberg, Hanna Öberg, Linn Persson                                                                                             |
| Schweiz                | (5)+5                | Joscha Burkhalter, Jeremy Finello (nur Einzel), Niklas Hartweg (nur Sprint), Sebastian Stalder, Benjamin Weger                               | Amy Baserga, Aita Gasparin, Elisa Gasparin, Selina Gasparin, Lena Häcki |
| Serbien                | 1                    | Damir Rastić | |
| Slowakei               | 3+3                  | Matej Baloga, Michal Šíma, Tomáš Sklenárik                                                                                                   | Ivona Fialková, Paulína Fialková, Henrieta Horvátová |
| Slowenien              | 5+3                  | Klemen Bauer, Miha Dovžan, Jakov Fak, Rok Tršan, Anton Vidmar                                                                                | Polona Klemenčič, Živa Klemenčič, Nika Vindišar |
| Tschechien             | 5+5                  | Vítězslav Hornig, Mikuláš Karlík, Michal Krčmář, Jakub Štvrtecký, Adam Václavík                                                              | Lucie Charvátová, Markéta Davidová, Jessica Jislová, Eva Puskarčíková, Tereza Vinklárková                                                                                         |
| Ukraine                | 5+(7)                | Andrij Dozenko, Anton Dudtschenko, Denis Nassyko, Dmytro Pidrutschnyj, Bohdan Zymbal                                                         | Ekaterina Bech, Olena Bilossjuk (nur Sprint), Julija Dschyma, Anastassija Merkuschyna (nur Einzel), Iryna Petrenko (nur Einzel), Walentyna Semerenko, Wita Semerenko (nur Sprint) |
| Vereinigtes Königreich | 1                    | | Amanda Lightfoot |
| Amerika (2 Nationen)   |                      | | |
| Kanada                 | 4+4                  | Jules Burnotte, Christian Gow, Scott Gow, Trevor Kiers                                                                                       | Sarah Beaudry, Emma Lunder, Nadia Moser, Benita Peiffer |
| Vereinigte Staaten     | 4+4                  | Jake Brown, Václav Červenka, Sean Doherty, Paul Schommer                                                                                     | Susan Dunklee, Clare Egan, Deedra Irwin, Joanne Reid |
| Asien (4 Nationen)     |                      | | |
| Japan                  | 3+4                  | Tsukasa Kobonoki, Kōsuke Ozaki, Mikito Tachizaki                                                                                             | Asuka Hachisuka, Sari Maeda, Fuyuko Tachizaki, Yurie Tanaka |
| Kasachstan             | (3)+3                | Danil Belezki (nur Sprint), Wladislaw Kirejew (nur Einzel), Alexander Muchin                                                                 | Darja Klimina, Anastassija Kondratjewa, Galina Wischnewskaja-Scheporenko |
| Südkorea               | 1+3                  | Timofei Lapschin | Jekaterina Awwakumowa, Mun Ji-hee, Kim Seon-su |
| Volksrepublik China    | (4)+4                | Cheng Fangming, Yan Xingyuan (nur Sprint), Li Xuezhi, Zhu Zhenyu (nur Einzel)                                                                | Meng Fanqi, Tang Jialin, Zhang Yan, Chu Yuanmeng |
| Ozeanien (2 Nationen)  |                      | | |
| Australien             | 1                    | | Darcie Morton |
| Neuseeland             | 1                    | Campbell Wright | |

## Ausgangslage
Johannes Thingnes Bø, als Sieger des Gesamtweltcups bei den Männern, sowie Tiril Eckhoff bei den Frauen möchten ihren Titel verteidigen und gingen auch in dieser Saison wieder an den Start. Die Staffelweltmeister Lars Helge Birkeland, Ondřej Moravec, Simon Schempp und Arnd Peiffer beendeten während der letzten Saison ihre Karriere und gingen somit nicht mehr an den Start.
Bei den traditionellen „Saison-Openings“ konnten im norwegischen Sjusjøen Julia Simon und Sivert Guttorm Bakken sowie im schwedischen Idre Linn Persson und Sebastian Samuelsson den Sprint gewinnen. Die Saison-Openings zählen, trotz der Teilnahme zahlreicher Weltcupathleten, nicht zum Weltcup und bringen somit auch keine Punkte für die Weltcupgesamtwertung. Die Massenstarts konnten in Sjusjøen Ingrid Landmark Tandrevold und Tarjei Bø, sowie Michal Krčmář den B-Massenstart, gewinnen. In Idre wurden hingegen verkürzte Einzel gelaufen, die Elvira Öberg und Martin Ponsiluoma gewinnen konnten. Die Rennen galten als der letzte Härtetest vor dem Beginn der Weltcupsaison.

## Ergebnisse
| 1. Weltcup in Östersund, 26. bis 28. November 2021 | 1. Weltcup in Östersund, 26. bis 28. November 2021 | 1. Weltcup in Östersund, 26. bis 28. November 2021 | 1. Weltcup in Östersund, 26. bis 28. November 2021 | 1. Weltcup in Östersund, 26. bis 28. November 2021 |
| -------------------------------------------------- | -------------------------------------------------- | -------------------------------------------------- | -------------------------------------------------- | -------------------------------------------------- |
| Datum                                              | Disziplin                                          | Erster Platz                                       | Zweiter Platz                                      | Dritter Platz                                      |
| 27. November 2021 (Sa.)                            | Einzel (15 km)                                     | Markéta Davidová                                   | Lisa Hauser                                        | Denise Herrmann                                    |
| 27. November 2021 (Sa.)                            | Einzel (20 km)                                     | Sturla Holm Lægreid                                | Tarjei Bø                                          | Simon Desthieux                                    |
| 28. November 2021 (So.)                            | Sprint (7,5 km)                                    | Hanna Öberg                                        | Anaïs Chevalier-Bouchet                            | Marte Olsbu Røiseland                              |
| 28. November 2021 (So.)                            | Sprint (10 km)                                     | Sebastian Samuelsson                               | Vetle Sjåstad Christiansen                         | Johannes Thingnes Bø                               |

## Verlauf

### Einzel

#### Frauen
Start: Samstag, 27. November 2021, 11:45 Uhr
| Platz | Sportler                 | Zeit    | Schießfehler |
| ----- | ------------------------ | ------- | ------------ |
| 1     | Markéta Davidová         | 42:43,5 | 0+0+0+0      |
| 2     | Lisa Hauser              | +1:17,7 | 0+0+0+1      |
| 3     | Denise Herrmann          | +1:23,0 | 0+1+0+0      |
| 4     | Dsinara Alimbekawa       | +1:46.0 | 1+1+0+0      |
| 5     | Uljana Nigmatullina      | +2:04,0 | 0+0+0+1      |
| 6     | Emma Lunder              | +2:05,2 | 0+0+1+0      |
| 7     | Emilie Ågheim Kalkenberg | +2:25,0 | 0+0+0+1      |
| 8     | Kristina Reszowa         | +2:27,7 | 0+0+0+1      |
| 9     | Anna Weidel              | +2:28,6 | 0+0+0+0      |
| 10    | Marte Olsbu Røiseland    | +2:38,1 | 1+0+2+0      |
| 0     |                          |         |              |
| 12    | Vanessa Voigt            | +2:51,8 | 1+0+0+0      |
| 13    | Lisa Vittozzi            | +2:55,6 | 3+0+0+0      |
| 15    | Lotte Lie                | +3:10,1 | 0+1+0+0      |
| 23    | Franziska Preuß          | +3:28,3 | 0+1+2+1      |
| 24    | Vanessa Hinz             | +3:36,8 | 1+1+0+0      |
| 34    | Selina Gasparin          | +4:21,0 | 0+1+0+2      |
| 36    | Janina Hettich           | +4:21,5 | 0+2+0+1      |
| 37    | Dorothea Wierer          | +4:27,4 | 0+2+0+2      |
| 49    | Amy Baserga              | +5:23,8 | 0+0+0+2      |
| 50    | Lena Häcki               | +5:27,0 | 2+1+0+1      |
| 51    | Julia Schwaiger          | +5:28,4 | 0+2+0+1      |
| 54    | Elisa Gasparin           | +5:30,4 | 0+1+1+1      |
| 59    | Juliane Frühwirt         | +5:38,2 | 0+1+0+0      |
| 62    | Dunja Zdouc              | +5:41,7 | 1+0+1+0      |
| 64    | Samuela Comola           | +5:50,5 | 0+1+0+1      |
| 68    | Aita Gasparin            | +5:57,2 | 0+2+1+0      |
| 81    | Anna Juppe               | +6:42,9 | 2+0+1+1      |
| 93    | Christina Rieder         | +7:57,9 | 2+0+1+1      |
| 94    | Rebecca Passler          | +8:03,9 | 1+0+0+2      |
| 99    | Michela Carrara          | +8:23,9 | 2+0+1+2      |

Gemeldet: 116, nicht am Start: 2, nicht beendet: 3
Markéta Davidová gewann ohne Fehlschuss ihr drittes Weltcuprennen und das zweites Einzel in ihrer Karriere. Lisa Hauser erreichte dank nur eines Schießfehlers als beste Österreicherin Rang 2, Denise Herrmann erreichte den dritten Rang und war damit beste Deutsche. Beste Schweizerin war auf Platz 34 Selina Gasparin, beste Italienerin Lisa Vittozzi auf Rang 13. Eine Reihe von Athletinnen konnte ihr bestes Weltcupergebnis erreichen, so zum Beispiel Anna Weidel auf Platz 9, die Kanadierinnen Emma Lunder und Nadia Moser auf den Plätzen 6 und 27, und auch die Belgierin Lotte Lie auf Rang 15.

#### Männer
Start: Samstag, 27. November 2021, 15:00 Uhr
| Platz | Sportler               | Zeit     | Schießfehler |
| ----- | ---------------------- | -------- | ------------ |
| 1     | Sturla Holm Lægreid    | 51:04,0  | 0+0+0+0      |
| 2     | Tarjei Bø              | +59,2    | 0+1+0+1      |
| 3     | Simon Desthieux        | +1:00,6  | 0+1+0+1      |
| 4     | Scott Gow              | +1:26,8  | 0+0+0+0      |
| 5     | Johannes Thingnes Bø   | +1:28.5  | 1+0+1+0      |
| 6     | Sivert Guttorm Bakken  | +1:29,4  | 0+0+0+0      |
| 7     | Eduard Latypow         | +1:36,5  | 1+0+0+0      |
| 8     | Quentin Fillon Maillet | +2:07,1  | 2+0+0+1      |
| 9     | Tsukasa Kobonoki       | +2:24,9  | 0+0+0+0      |
| 10    | Christian Gow          | +2:26,1  | 0+0+1+0      |
| 0     |                        |          |              |
| 13    | Justus Strelow         | +2:33,1  | 0+0+1+0      |
| 14    | Roman Rees             | +2:47,2  | 0+0+1+2      |
| 16    | Simon Eder             | +2:53,6  | 0+2+0+0      |
| 20    | Felix Leitner          | +3:10,8  | 2+1+0+1      |
| 32    | Benedikt Doll          | +4:11,0  | 1+1+1+1      |
| 33    | David Komatz           | +4:11,5  | 0+1+1+0      |
| 38    | Didier Bionaz          | +4:26,4  | 0+0+0+2      |
| 45    | Sebastian Stalder      | +4:54,9  | 0+2+0+0      |
| 46    | Thomas Bormolini       | +5:00,6  | 1+1+1+0      |
| 47    | Benjamin Weger         | +5:01,5  | 0+0+2+1      |
| 56    | Philipp Horn           | +5:27,3  | 1+0+3+1      |
| 57    | Jeremy Finello         | +5:35,0  | 0+2+0+3      |
| 59    | Thierry Langer         | +5:44,8  | 1+0+1+2      |
| 61    | Lukas Hofer            | +6:06,4  | 1+1+0+1      |
| 71    | Julian Eberhard        | +6:38,2  | 0+1+3+0      |
| 72    | Dominik Windisch       | +6:40,7  | 1+2+2+1      |
| 80    | Philipp Nawrath        | +7:33,3  | 1+3+1+2      |
| 89    | Magnus Oberhauser      | +8:34,7  | 1+2+0+2      |
| 95    | Tommaso Giacomel       | +9:14,9  | 1+2+3+2      |
| 99    | Joscha Burkhalter      | +9:45,5  | 2+2+2+0      |
| 114   | Pjotr Dielen           | +14:05,6 | 0+2+0+2      |
| DNS   | Erik Lesser            |          |              |

Gemeldet: 116, nicht am Start: 2
Sturla Holm Lægreid konnte seine tollen Ergebnisse der letzten Saison bestätigen und gewann mit 59,2 Sekunden vor Tarjei Bø und dem drittplatzierten Simon Desthieux, die jeweils zwei Fehler schossen. Bester Deutscher wurde überraschend Justus Strelow auf Rang 13, als bester Österreicher landete Simon Eder drei Plätze dahinter.
Einen katastrophalen Wettkampf erlebten die Italiener und Schweizer mit den besten Platzierungen 38 und 45 von Didier Bionaz und Sebastian Stalder. Mit den Brüdern Scott und Christian Gow konnten zum ersten Mal seit längerer Zeit im Weltcup zwei Kanadier unter die Top 10 laufen, für Scott Gow war es auch das beste Weltcupergebnis in seiner Karriere. Auch diverse andere Athleten wie Tsukasa Kobonoki, Sivert Bakken und der US-Amerikaner Paul Schommer konnten ihre besten Karriereergebnisse erzielen.

### Sprint

#### Frauen
Start: Sonntag, 28. November 2021, 11:00 Uhr
| Platz | Sportler                | Zeit    | Schießfehler |
| ----- | ----------------------- | ------- | ------------ |
| 1     | Hanna Öberg             | 19.01,5 | 0+0          |
| 2     | Anaïs Chevalier-Bouchet | +11,3   | 0+0          |
| 3     | Marte Olsbu Røiseland   | +15,4   | 0+1          |
| 4     | Dsinara Alimbekawa      | +18,0   | 0+0          |
| 5     | Hanna Sola              | +27,3   | 0+1          |
| 6     | Justine Braisaz-Bouchet | +35,9   | 1+0          |
| 7     | Franziska Preuß         | +38,8   | 0+1          |
| 8     | Elvira Öberg            | +38,9   | 1+1          |
| 9     | Linn Persson            | +47,1   | 1+0          |
| 10    | Ida Lien                | +50,9   | 0+0          |
| 0     |                         |         |              |
| 16    | Anna Weidel             | +1:01,3 | 0+0          |
| 21    | Lisa Hauser             | +1:15,1 | 1+1          |
| 22    | Lotte Lie               | +1:18,3 | 1+0          |
| 23    | Dorothea Wierer         | +1:18,6 | 0+1          |
| 25    | Denise Herrmann         | +1:22,4 | 1+1          |
| 31    | Dunja Zdouc             | +1:32,8 | 0+0          |
| 34    | Amy Baserga             | +1:38,9 | 1+0          |
| 36    | Christina Rieder        | +1:40,8 | 0+0          |
| 38    | Vanessa Voigt           | +1:48,0 | 1+1          |
| 40    | Janina Hettich          | +1:48,9 | 0+2          |
| 43    | Lisa Vittozzi           | +1:51,9 | 2+1          |
| 46    | Samuela Comola          | +1:54,8 | 0+0          |
| 53    | Lena Häcki              | +2:01,8 | 1+1          |
| 57    | Julia Schwaiger         | +2:03,6 | 1+0          |
| 60    | Vanessa Hinz            | +2:08,1 | 1+1          |
| 68    | Selina Gasparin         | +2:17,9 | 1+1          |
| 70    | Anna Juppe              | +2:18,6 | 0+1          |
| 71    | Aita Gasparin           | +2:20,5 | 1+2          |
| 76    | Elisa Gasparin          | +2:27,0 | 0+3          |
| 89    | Michela Carrara         | +2:55,1 | 2+1          |
| 92    | Juliane Frühwirt        | +3:05,3 | 2+1          |
| 106   | Rebecca Passler         | +3:51,4 | 2+1          |

Gemeldet: 116, nicht am Start: 3
Den ersten Sprint der Weltcupsaison konnte die Schwedin Hanna Öberg gewinnen, Anaïs Chevalier-Bouchet und Marte Olsbu Røiseland komplettierten das Podium. Hanna Sola und Dsinara Alimbekawa konnten beide überzeugen und liefen auf Rang vier und fünf. Franziska Preuß wurde siebte und damit beste deutsche, Anna Weidel konnte mit einem 16. Rang erneut in die Top 20 laufen. Lisa Hauser, Dorothea Wierer und Amy Baserga konnten als beste Läuferinnen für die anderen deutschsprachigen Länder nur die Ränge 21, 23 und 34 erzielen. Lotte Lie konnte mit ihrem 22. Platz wieder einen guten Eindruck hinterlassen, auch Eva Puskarčíková und Clare Egan konnten einen Top-15-Rang erzielen. Die Nationenwertung führte Schweden vor Deutschland und Norwegen an, während Markéta Davidová und Dsinara Alimbekawa punktgleich den Gesamtweltcup übernahmen.

#### Männer
Start: Sonntag, 28. November 2021, 13:45 Uhr
| Platz | Sportler                   | Zeit    | Schießfehler |
| ----- | -------------------------- | ------- | ------------ |
| 1     | Sebastian Samuelsson       | 22:33,5 | 0+0          |
| 2     | Vetle Sjåstad Christiansen | +11,8   | 0+0          |
| 3     | Johannes Thingnes Bø       | +12,2   | 0+0          |
| 4     | Émilien Jacquelin          | +23,2   | 0+1          |
| 5     | Simon Desthieux            | +23,8   | 0+0          |
| 6     | Philipp Nawrath            | +27,5   | 0+0          |
| 6     | Fabien Claude              | +27,5   | 0+1          |
| 8     | Sivert Guttorm Bakken      | +37,6   | 0+0          |
| 9     | Filip Fjeld Andersen       | +49,1   | 0+0          |
| 10    | Alexander Loginow          | +53,4   | 0+0          |
| 0     |                            |         |              |
| 15    | Benjamin Weger             | +1:11,4 | 0+0          |
| 17    | Philipp Horn               | +1:13,9 | 1+0          |
| 18    | Benedikt Doll              | +1:14,7 | 0+1          |
| 20    | Simon Eder                 | +1:17,8 | 0+0          |
| 26    | Thomas Bormolini           | +1:23,5 | 0+1          |
| 31    | Felix Leitner              | +1:31,9 | 0+1          |
| 42    | Tommaso Giacomel           | +1:49,7 | 2+0          |
| 44    | Erik Lesser                | +1:57,0 | 0+2          |
| 45    | Lukas Hofer                | +1:58,2 | 0+1          |
| 48    | Justus Strelow             | +2:01,8 | 0+0          |
| 56    | Sebastian Stalder          | +2:14,6 | 2+1          |
| 58    | Julian Eberhard            | +2:21,9 | 1+1          |
| 59    | Niklas Hartweg             | +2:22,1 | 0+1          |
| 65    | Roman Rees                 | +2:29,4 | 0+3          |
| 69    | Dominik Windisch           | +2:34,4 | 1+2          |
| 80    | David Komatz               | +2:52,3 | 1+1          |
| 81    | Thierry Langer             | +2:54,4 | 1+2          |
| 94    | Didier Bionaz              | +3:10,2 | 0+3          |
| 99    | Magnus Oberhauser          | +3:14,2 | 0+2          |
| 111   | Joscha Burkhalter          | +3:41,3 | 3+1          |
| 117   | Pjotr Dielen               | +5:51,9 | 0+1          |

Gemeldet und am Start: 117
Sebastian Samuelsson gewann dank Laufbestzeit das zweite Weltcuprennen seiner Karriere und wurde der zweite schwedische Gewinner des Tages. Zweiter wurde Vetle Sjåstad Christiansen, der Johannes Thingnes Bø zeitlich auf der letzten Runde überholen konnte. Philipp Nawrath konnte als, zeitgleich mit Fabien Claude, sechstplatzierter sein zweitbestes Karriereresultat einfahren und war bester Deutscher. Erneut bester Österreicher war Simon Eder auf Platz 20, Benjamin Weger (Rang 15) und Thomas Bormolini (Rang 26) konnten eine deutliche Verbesserung zum Einzel für ihre Länder erzielen. Kleinere Überraschungen gab es in Form von Punktgewinnen durch Campbell Wright und Krešimir Crnković.
Im Nationencup stand nach dem ersten Weltcup Norwegen vor Frankreich und Russland, Simon Desthieux und Johannes Thingnes Bø führten den Gesamtweltcup an.

## Auswirkungen auf den Gesamtweltcup
| Rang | Name                       | Punkte | Siege | Verän- derung |
| ---- | -------------------------- | ------ | ----- | ------------- |
| 1    | Simon Desthieux            | 88     | 0     |               |
| 1    | Johannes Thingnes Bø       | 88     | 0     |               |
| 3    | Tarjei Bø                  | 83     | 0     |               |
| 4    | Vetle Sjåstad Christiansen | 78     | 0     |               |
| 5    | Sivert Guttorm Bakken      | 72     | 0     |               |
| 6    | Fabien Claude              | 68     | 0     |               |
| 7    | Eduard Latypow             | 66     | 0     |               |
| 8    | Sturla Holm Lægreid        | 64     | 1     |               |
| 9    | Sebastian Samuelsson       | 61     | 1     |               |
| 10   | Christian Gow              | 50     | 0     |               |

| Rang | Name                    | Punkte | Siege | Verän- derung |
| ---- | ----------------------- | ------ | ----- | ------------- |
| 1    | Markéta Davidová        | 86     | 1     |               |
| 2    | Dsinara Alimbekawa      | 86     | 0     |               |
| 3    | Marte Olsbu Røiseland   | 79     | 0     |               |
| 4    | Lisa Hauser             | 74     | 0     |               |
| 5    | Denise Herrmann         | 64     | 0     |               |
| 6    | Uljana Nigmatullina     | 64     | 0     |               |
| 7    | Hanna Öberg             | 60     | 1     |               |
| 8    | Elvira Öberg            | 57     | 0     |               |
| 9    | Anna Weidel             | 57     | 0     |               |
| 10   | Anaïs Chevalier-Bouchet | 54     | 0     |               |

## Debütanten
Folgende Athleten nahmen zum ersten Mal an einem Biathlon-Weltcup teil. Dabei kann es sich sowohl um Individualrennen als auch um Staffelrennen handeln.
| Männer              | Frauen          |
| ------------------- | --------------- |
| Magnus Oberhauser   | Anna Juppe      |
| Daniil Serochwostow | Rebecca Passler |
| Denys Nassyko       | Samuela Comola  |
| Woicjech Filip      | Benita Peiffer  |
| Anton Vidmar        | Magda Piczura   |
| Tomáš Sklenárik     | Aljona Iwanowa  |
| Václav Červenka     | Darcie Morton   |
|                     | Lora Christowa  |